# Wilhelm Werner (Aktion-T4-Opfer)

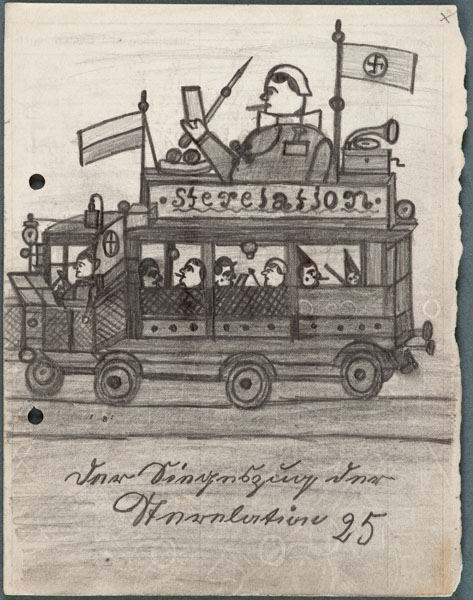
Zeichnung „Sterelation“ / „Der Siegeszug der Sterelation“ von Wilhelm Werner (zwischen 1934 und 1938)

 Wilhelm Werner  (* 18. September 1898 in Schniegling bei Nürnberg; ermordet 6. Oktober 1940 in der Tötungsanstalt Pirna-Sonnenstein) war ein deutscher Psychiatriepatient und Anstaltsinsasse, der für seine Zeichnungen zu seiner Zwangssterilisation bekannt ist. Er fiel dem nationalsozialistischen Krankenmord zum Opfer.
Werner wuchs in Nordheim am Main auf. 1919 kam er mit der Diagnose 'Idiotie' in die Heil- und Pflegeanstalt Werneck und wurde von dort aus 1940 in die Tötungsanstalt Pirna-Sonnenstein verlegt.
In seinen zwischen 1934 und 1938 entstanden Zeichnungen setzte er sich während seines Aufenthaltes in der Heil- und Pflegeanstalt Werneck mit seiner Zwangssterilisation auseinander. Die Bilder wurden 2010 in der Heidelberger Sammlung Prinzhorn zum ersten Mal ausgestellt.